# 스웨터 (밴드)
스웨터는 대한민국의 음악 그룹이다. 10여년간 아름다운 멜로디로 많은 사랑을 받아왔던 밴드로, 2008년 그랜드 민트 페스티벌을 마지막 무대로 해체했다.

## 구성원
- 이아립

홍대 인디 씬의 원조 얼짱으로 불렸다.
2005년 개인레이블인 '열두폭병풍'을 설립하고, EP 《반도의 끝》을 발매했다.
2007년, 창작모음 《누군가 피워놓은 모닥불》을 발매.
2008년 영화 '북극의 연인들' O.S.T 참여
- 신세철 (리더)

'멜로우이어'라는 이름으로 솔로 프로젝트 활동. 《THE VANE》발매.
- 임예진

건반 담당
- 신지현

베이스 담당

## 내력
- 1999년, 데모 EP 《Zero Album Coming Out...》을 발매.
- 2002년 2월, 영화 《버스, 정류장》 OST에 참여했다.
- 2002년 8월, 이한철이 프로듀스한 1집 음반 《STACCATO GREEN》로 데뷔.
- 2003년 9월, 두 번째 음반 《HUMING STREET》 발매.
- 2004년 2월, 비정규 음반 (2.5집) 《SONG IN AIR》 발매.
- 2008년 5월, 세 번째 음반 《HIGHLIGHTS》 발매.

## 음반 목록

### 정규 음반
1. STACCATO GREEN (2002년 8월)
2. HUMING STREET (2003년 9월)
3. HIGHLIGHTS (2008년 5월 29일)

### 비정규 음반
1. SONG IN AIR (2004년 2월)

### 참여 음반
- 영화 《버스, 정류장》 OST 〈누구도 일러주지 않았네〉, 〈세상은〉

## 참고
1. ↑  “풀뜯는곰의 동굴... :: 스웨터, 10년 만에 해체되다”. 2009년 2월 23일에 원본 문서에서 보존된 문서. 2009년 3월 21일에 확인함.